# كونيو سوزوكي
كونيو سوزوكي (باليابانية: 鈴木國央) هو متسابق يخت ياباني، ولد في 9 فبراير 1976 في يوكايتشي في اليابان.

## وصلات خارجية
- كونيو سوزوكي على موقع الاتحاد الدولي للملاحة الشراعية (موقع جديد) (الإنجليزية)
- كونيو سوزوكي على موقع اللجنة الأولمبية الدولية (الإنجليزية)
- كونيو سوزوكي على موقع أوليمبيديا (الإنجليزية)